# Rhododendron dichroanthum
Rhododendron dichroanthum är en ljungväxtart. Rhododendron dichroanthum ingår i släktet rododendron, och familjen ljungväxter.

## Underarter
Arten delas in i följande underarter:
- R. d. apodectum
- R. d. dichroanthum
- R. d. scyphocalyx
- R. d. septentrionale